# Heura
L'heura, hedra, hedrera, heurera, gedra, heura (fruit) o heures (Hedera helix L. del llatí haerere, adossat) és una planta enfiladissa de la família de les araliàcies que pot arribar a viure fins a 500 anys. Creix en llocs d'ambient humit i és originària d'Europa. A part de ser una planta amb aplicacions farmacològiques també s'utilitza per ornamentar i decorar jardins, per aquest motiu, hi ha un gran ventall de varietats domèstiques.

## Morfologia

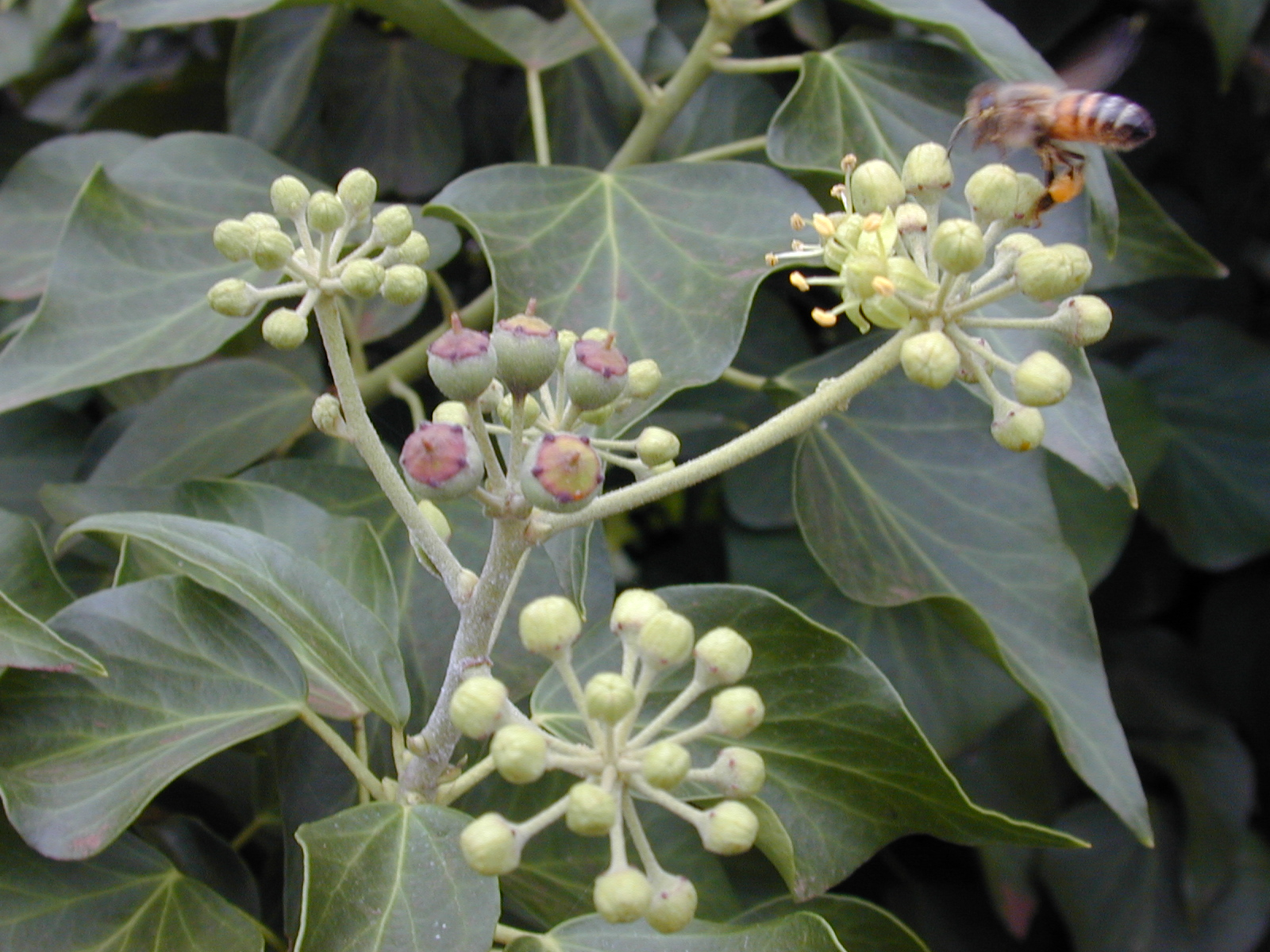
Detall de les flors i de les fulles adultes.

Planta enfiladissa, perenne i faneròfita, té branques estèrils i altres reproductives. Les branques estèrils poden ser rectes o serpentejants; d'escassa a densament piloses; de color verd terrós o rogenc i a vegades presenten rizomes.
Les fulles són alternes, coriàcies i brillants. Concretament les fulles de les branques estèrils tenen de 3 a 5 lòbulss;estan separades per entrenusos; el limbe és de color verd intens o obscur, amb nervis verds o blancs, lleugerament prominents, i peciolades. Per altra banda, les fulles de les branques fèrtils no tenen lòbuls, són el·líptiques o ovades, a vegades lanceolades; estan separades per entrenusos; el limbe és de color verd obscur, amb nervis verdosos, poc prominents i peciolades.
L'escorça exsuda una resina gomosa.
Les flors estan organitzades en grups de 12 a 20 i es troben disposades en umbel·les.
Els pètals són deltoides, d'un verd groguenc. Els sèpals triangulars, castanys. Els estams amb filaments d'un groc verdós.
Els fruits són baies, petites, carnoses, negres o verd fosc.

## Distribució geogràfica
L'heura és originària d'Europa, i està àmpliament distribuïda en regions temperades. Es pot trobar a diferents territoris: nord d'Àfrica (Algèria, Líbia, Marroc i Tunísia), illes del continent Africà (Açores, illes Madeira i Canàries), zona temperada d'Àsia (Xipre, Israel, Síria, Turquia, zona del Caucas, etc.), nord d'Europa (Dinamarca, Noruega, Suècia, Regne Unit i Irlanda), Europa central (Àustria, Alemanya, Hongria, Polònia, etc.), est d'Europa (Lituània, Ucraïna, etc.), sud-est d'Europa (Albània, Bulgària, Grècia, Itàlia, etc.) i sud-oest d'Europa (França, Portugal i Espanya). Altres indrets on està extensament cultivada i naturalitzada són Austràlia, Nova Zelanda, Estats Units (inclòs Hawaii) i el Canadà.
En els Països Catalans es troba en el Principat de Catalunya, concretament a les valls dels Pirineus (de la Vall d'Aran, de la Baixa Ribagorça i de la Noguera al Rosselló i a l'Empordà), força comú al territori olositànic i al catalanídic (del Gironès als Ports de Beseit), també força comú al territori auso-segàrric (d'Osona a la Segarra) i poc comú de 0-1600m. En el País Valencià es troba dels Ports de Morella a les muntanyes de Migjorn (fins a l'Alacantí), és poc comú de 0-1700 m. Finalment a les Illes Balears es troba a Mallorca, és poc comú a Menorca i Eivissa, i és poc rar de 0-1300 m.
Paral·lelament és cultivada en jardineria, presenta, aproximadament, 40 formes reconegudes de fullatge.

## Hàbitat

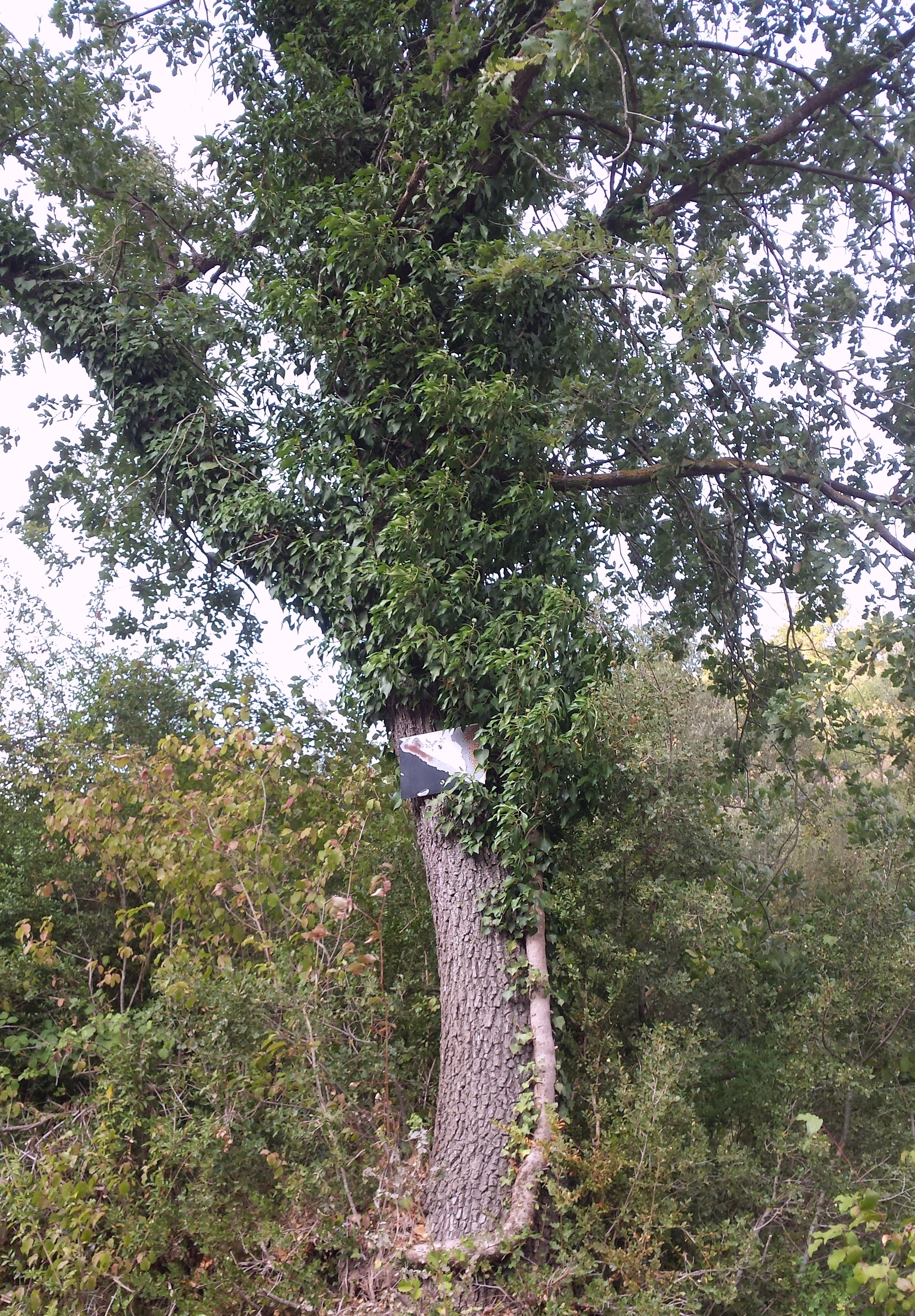
Heura parasitant un roure martinenc

Cobreix el sòl dels boscos ombrívols i s'enfila per les roques i pels troncs en llocs no exposats a la insolació directa (Quercion ilicis, Querco-Fagetea, Thlaspietea, etc.). De la plana mediterrània a l'estatge muntanyenc; manca a les contrades molt àrides.

## Farmacologia

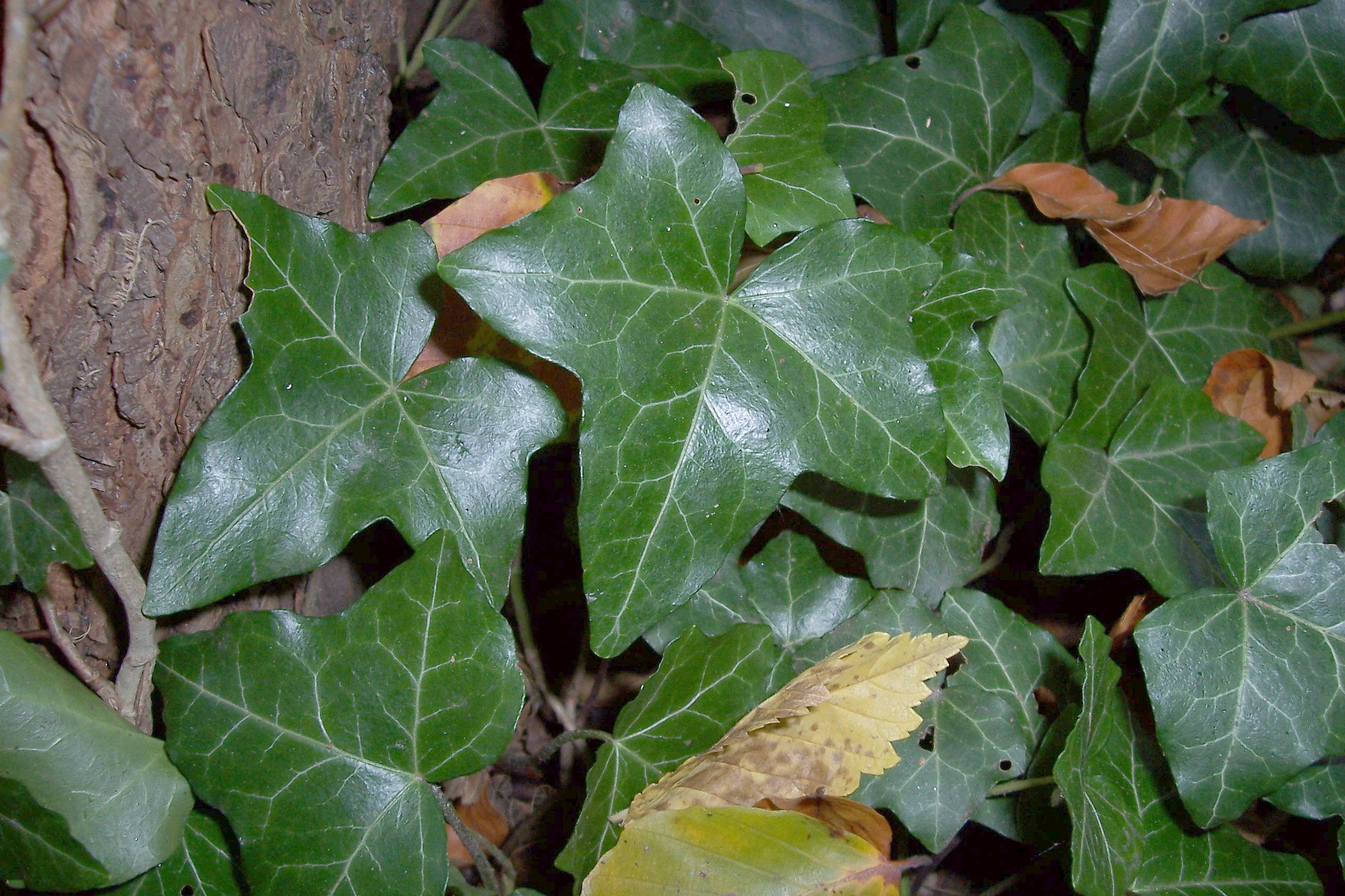
Fulles que contenen alguns dels principis actius (flavenoids, esteroids,etc.)

Usos en farmacologia.

### Droga o òrgan de la planta utilitzat com a medicina
La droga o els òrgans de la planta utilitzats com a medicinals són les fulles, les tiges i els fruits.

### Composició química
- En tota la planta:

1. Saponines triterpèniques (5-8%): glucòsids de l'heuragenina (heuracòsid C, alfa heurina), de l'àcid oleanòlic (heuracòsid B, beta-heurina) i de la baiogenina.

- En les fulles:

1. Àcids fenòlics derivats de l'àcid cinàmic: àcids cafèics, clorogènic.
2. Traces d'alcaloides: emetina
3. Flavonoids: rutòsids, rutinòsids.
4. Poliacetilens: falcarinol, falcarinona.
5. Esteroids: beta-sitosterol, estigmasterol, campesterol, colesterol, espinasterol.
6. Sesquiterpens: germacrè, beta-elemè, elixí.

- En el troncs:

1. Gomoresina
2. Traces de falcarinona (cetona poliacet)

### Accions farmacològiques

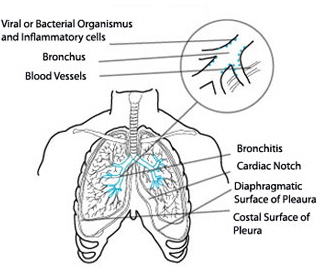
Bronquitis aguda

Els principis actius de la planta tenen diferents accions farmacològiques:
- Els saponòsids li confereixen una acció expectorant,[8] vasoconstrictora, antifúngica, antibacteriana (bacteris grampositius), antihelmíntica, antiprotozoària.
- Els poliacetilens (falcarinona i falcarinol) reforcen l'acció antisèptica i antimicòtica. A més a més el falcarinol és lleugerament sedant.

Per via externa l'heura té un efecte analgèsic i lipolític; freqüentment està present en la composició de gels i cremes revitalitzadores cutànies, ja que els saponòsids faciliten l'absorció cutània i la difusió dels altres principis actius. Per això, és molt utilitzada en medicina estètica, sobretot sobre els nòduls de cel·lulitis.

### Ús medicinal, etnomedicinal i popular
L'ús medicinal de l'heura aprovat per la Comissió E del Ministeri de Sanitat Alemany és: tos espasmòdica i bronquitis. En aquests casos, les fulles seques en forma d'infusió poden ser útils, encara que s'ha de delimitar el seu ús a unes poques preses.
En canvi, popularment, es prepara un licor sedant en base de 100g de pols de llavors dissolta en un litre de vi.
En cas de mal de queixal, s'utilitza un glopeig bucal preparat amb una decocció de fulles d'heura en vinagre. Antigament les dents amb càries eren tractades amb la gomoresina que produeix la planta. Tradicionalment s'ha utilitzat en discinèsia biliar, artràlgia, artritis i gota.
També s'ha emprat per via tòpica per al tractament de lesions cutànies, úlcera cutània, flebitis o cel·lulitis.

### Efectes adversos i tòxics
L'administració oral s'ha de fer exclusivament per prescripció i sota control del metge.
Tota la planta, sobretot les baies, són tòxiques, degut a l'heurina. Pot provocar vòmits, dolors còlics, trastorns nerviosos i resultar abortiva. La ingestió de dos o tres fruits produeix símptomes d'intoxicació en nens (nàusees, vòmits, excitació); 5-12 fruits poden arribar causar la mort per col·lapse respiratori.
L'heurina, a més a més, té una capacitat hemolítica (per via injectable), pot provocar cefalees i nerviosisme. Es recomana, utilitzar aquesta espècie per via extrínseca únicament, encara que les seves fulles seques són menys tòxiques.

### Interaccions medicamentoses i contraindicacions
L'heura pot provocar reaccions d'hipersensibilitat. En cas d'intolerància a la fructosa, el tractament només s'ha de realitzar després d'haver consultat el metge.
Contraindicada en lactància i embaràs, ja que el producte és sensibilitzant i irritant.
Les fulles fresques i el seu suc poden originar dermatitis de contacte (eritema amb vesícules i erosió cutània), la reacció és especialment intensa si la pell està humida i es produeix una exposició solar.

## Estatus legal i de conservació de la planta
A Espanya està prohibida la seva comercialització i venda segons la llei 25/1990 de 20 de desembre en el seu article 42, en què s'estableixen les condicions generals d'utilització i comercialització de medicament de plantes medicinals. Concretament en l'apartat segon existeix un llistat de plantes de venda restringida o prohibida per raons de seguretat; l'Hedera helix L. és la núm. 86 de les plantes no comercialitzades.

## Història
Encara que les seves propietats medicinals van ser reconegudes en el segle xx, l'heura va tenir molta reputació com planta "màgica" en l'antiguitat, ja que protegia contra els mals esperits i contra la borratxera, mantenint-se una fulla al front (per això va ser dedicada al deu Dionís). Per això, aquelles tavernes que tenien pintada una heura a la porta, era una mena de seguretat per als parroquians, ja que significava que allà es venia "bon vi".
A més a més, les corones d'heura representaven el símbol de la fidelitat, adornant les celebracions matrimonials en l'antiga Grècia.
Posteriorment, l'Església Cristiana les va prohibir per paganes. Degut a la seva longevitat, aquesta espècie va ser venerada com a símbol d'immortalitat.
Paral·lelament s'ha emprès per tenyir teles de diferents colors: groc, verd grisós o vermell, segons si s'utilitzaven les baies, les fulles, etc.

## Observacions i curiositats

### Recol·lecció i assecat
Les fulles es recol·lecten durant qualsevol època de l'any, tot i així, abans que la planta floreixi; s'assequen a l'ombra en llocs ventilats o amb calor artificial a menys de 40 °C.

### Floració
L'heura floreix durant el setembre i l'octubre.

### Toxicitat en animals
És molt infreqüent, es produeix com a conseqüència d'altes ingestes de fulles i fruits. Les manifestacions són: marxa atàxica, mugit de dolor i excitació de l'animal; la recuperació és de 2 o 3 dies.

## Galeria d'imatges

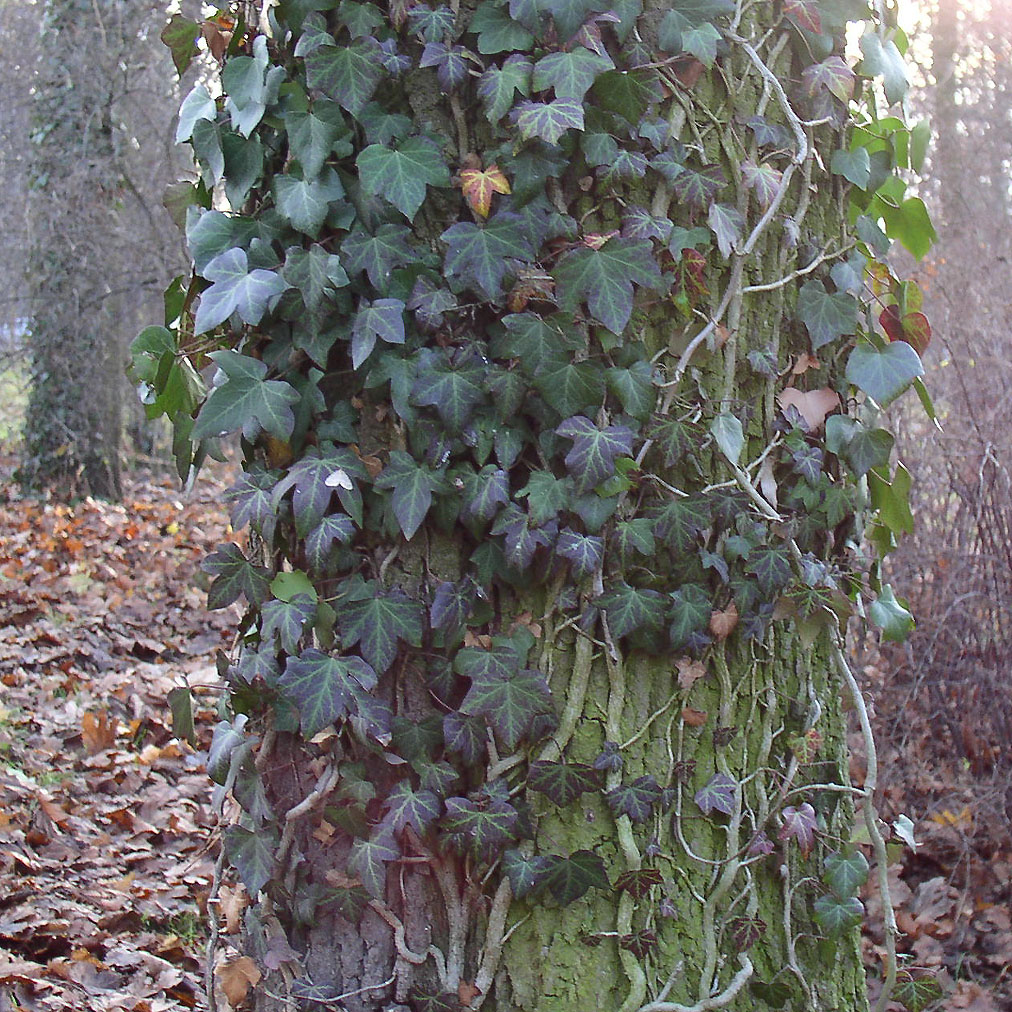
Planta
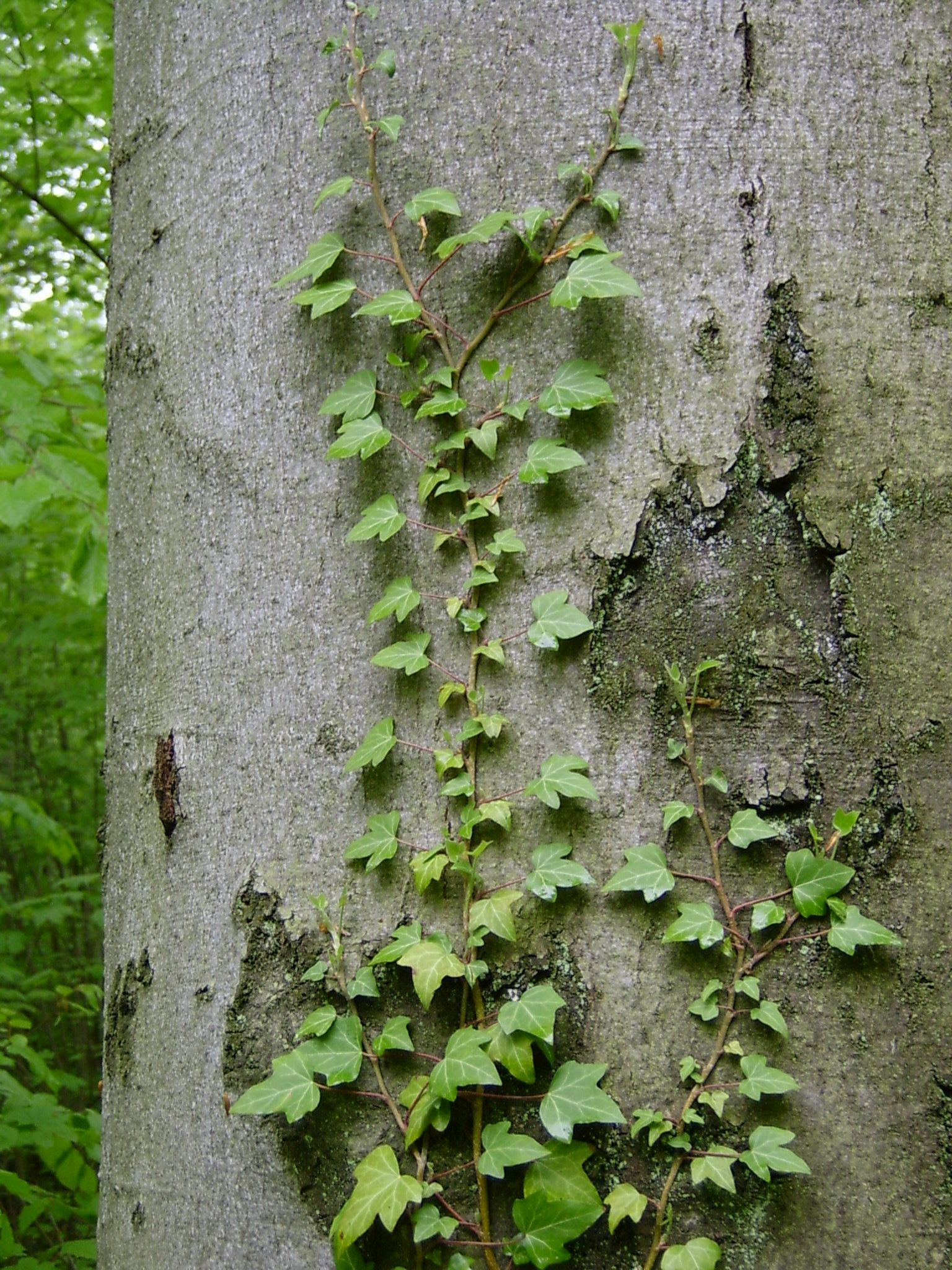
Planta
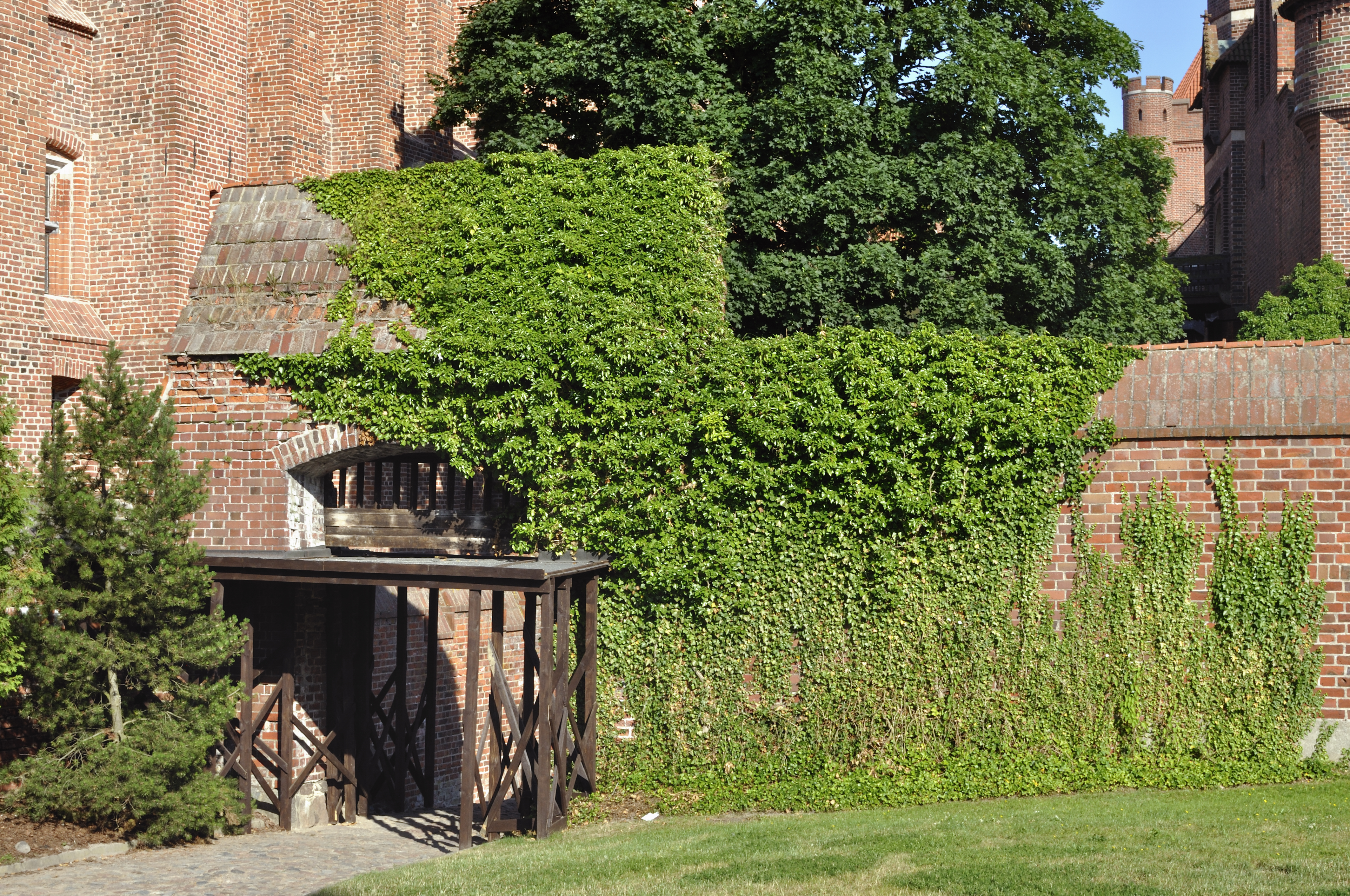
Planta
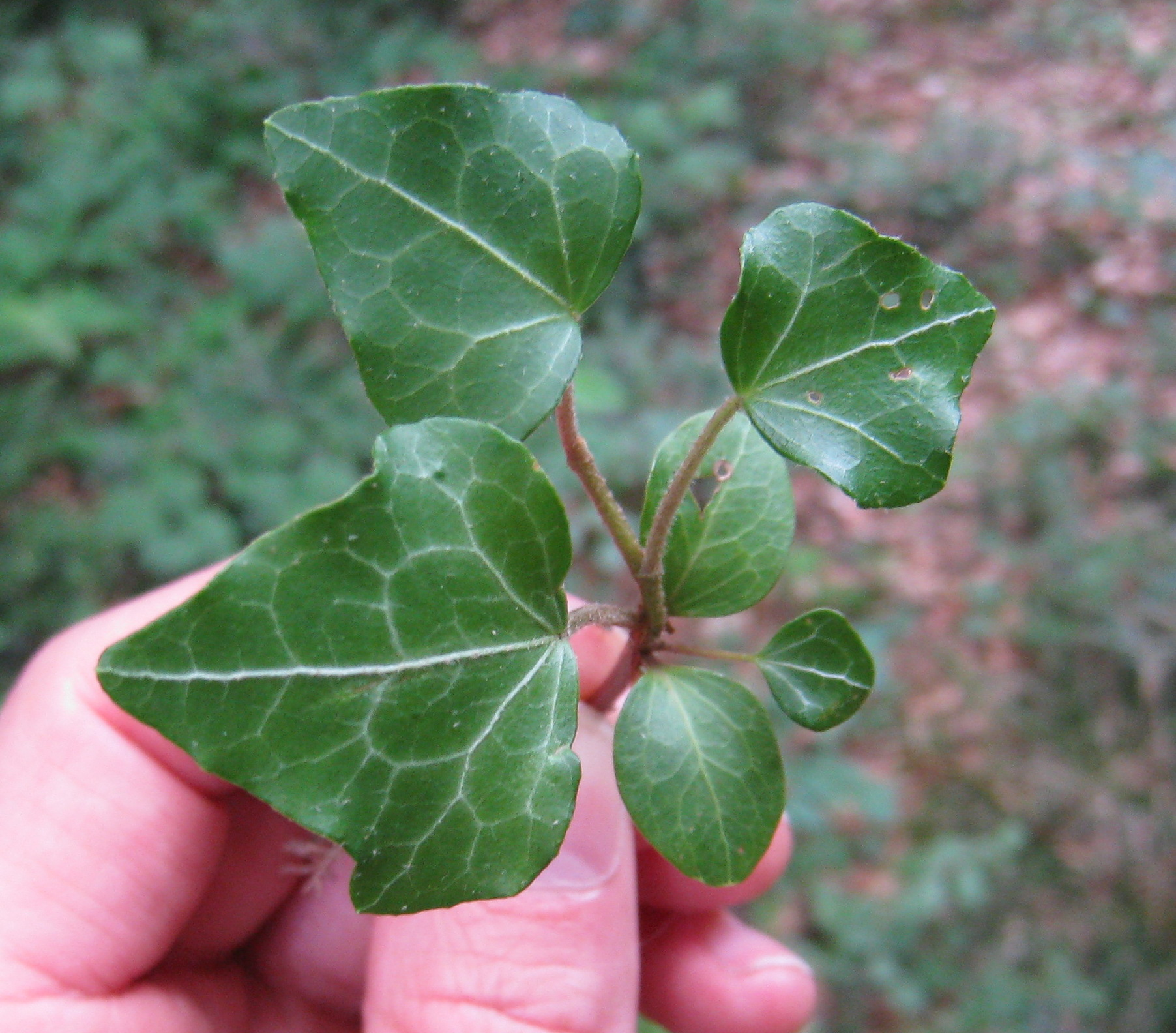
Detall de les fulles
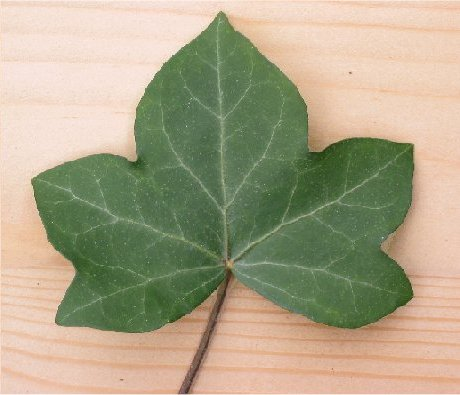
Detall de les fulles
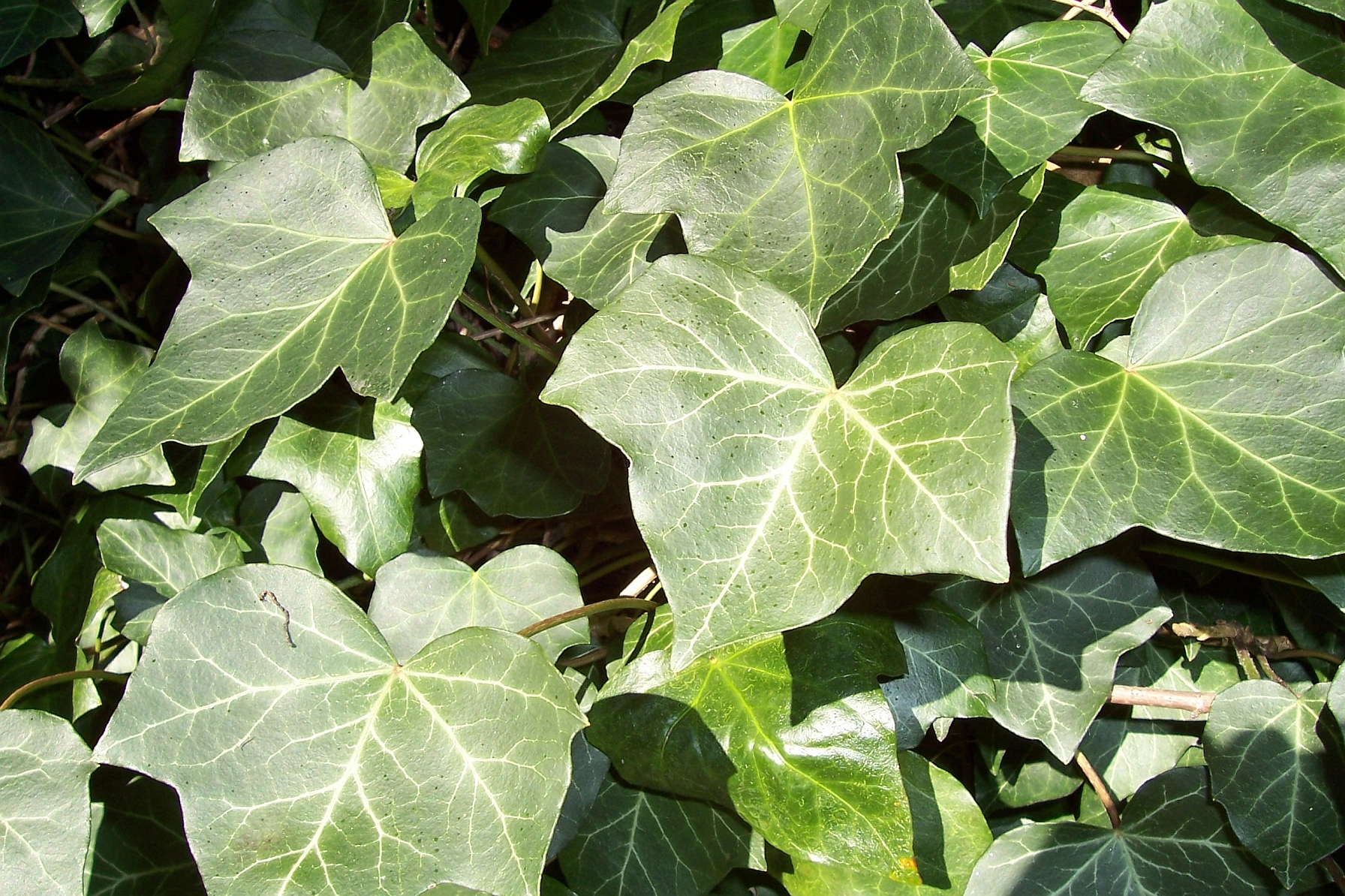
Detall de les fulles
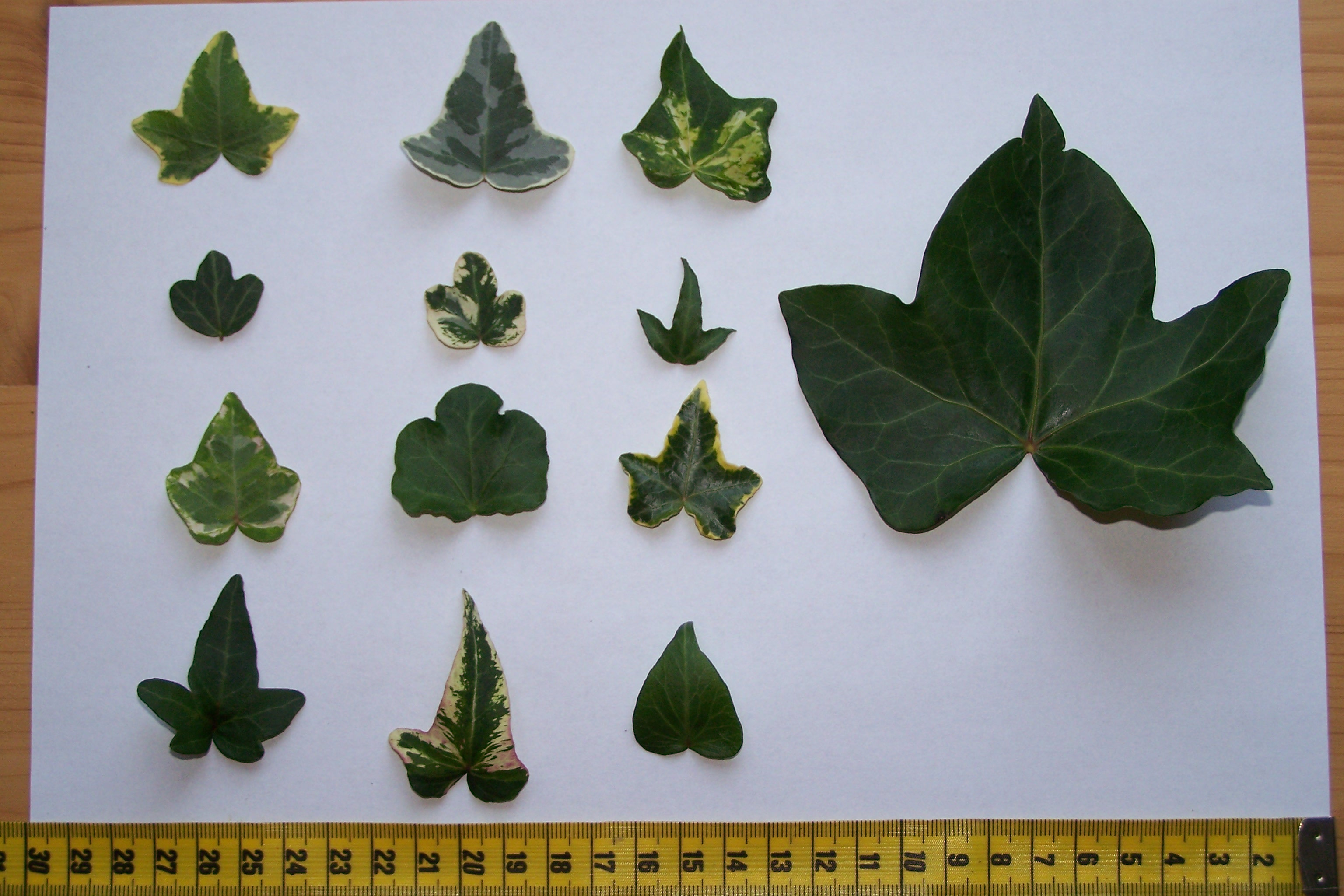
Detall de les fulles
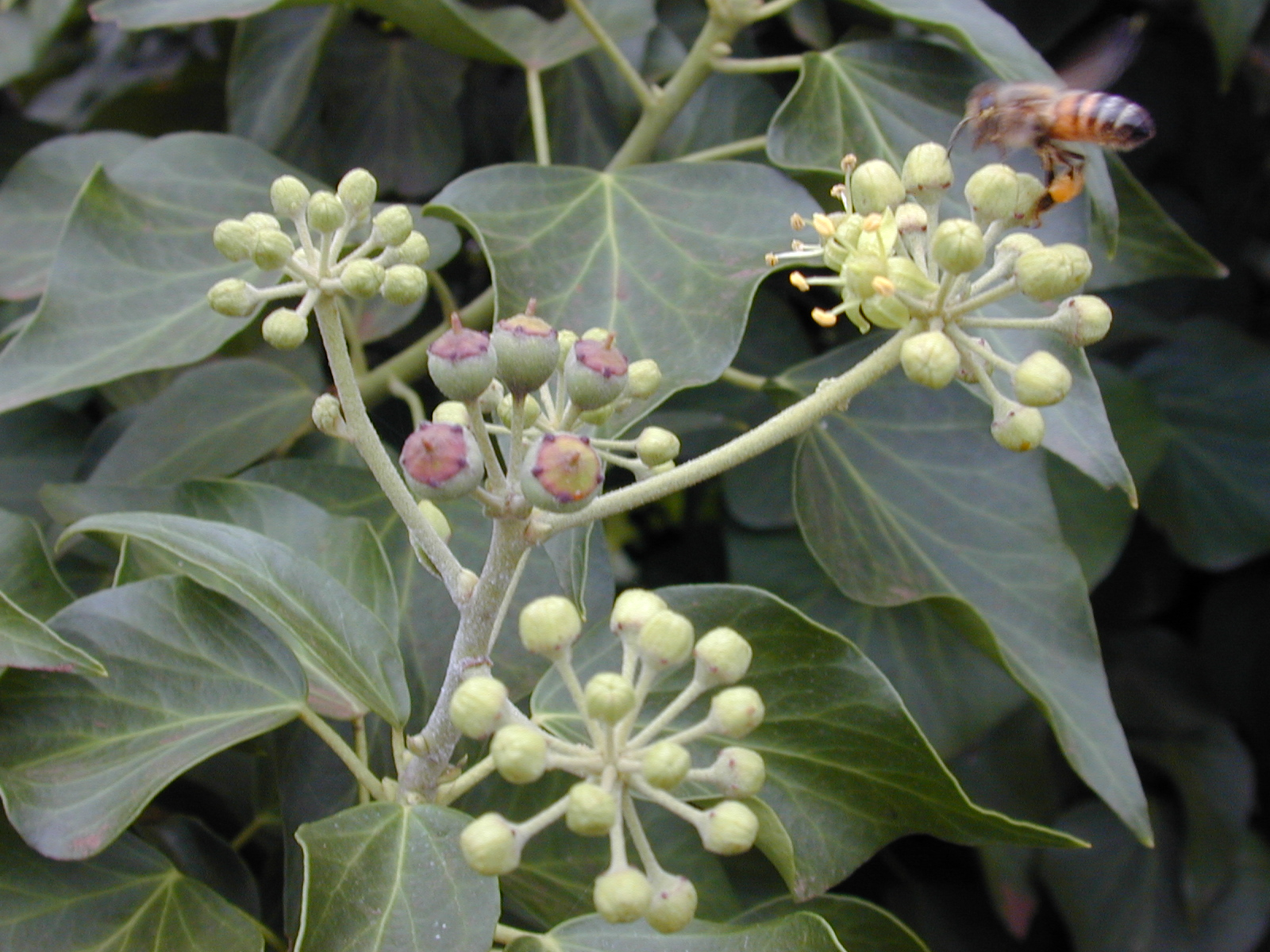
Detall de les flors
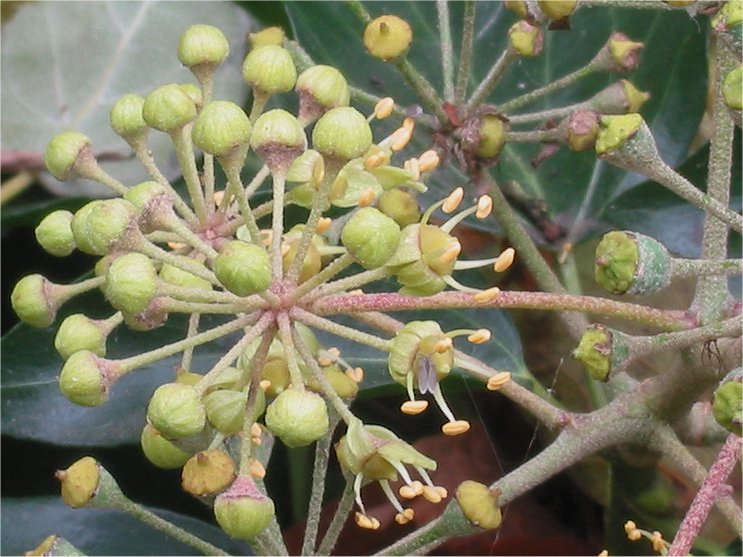
Detall de les flors
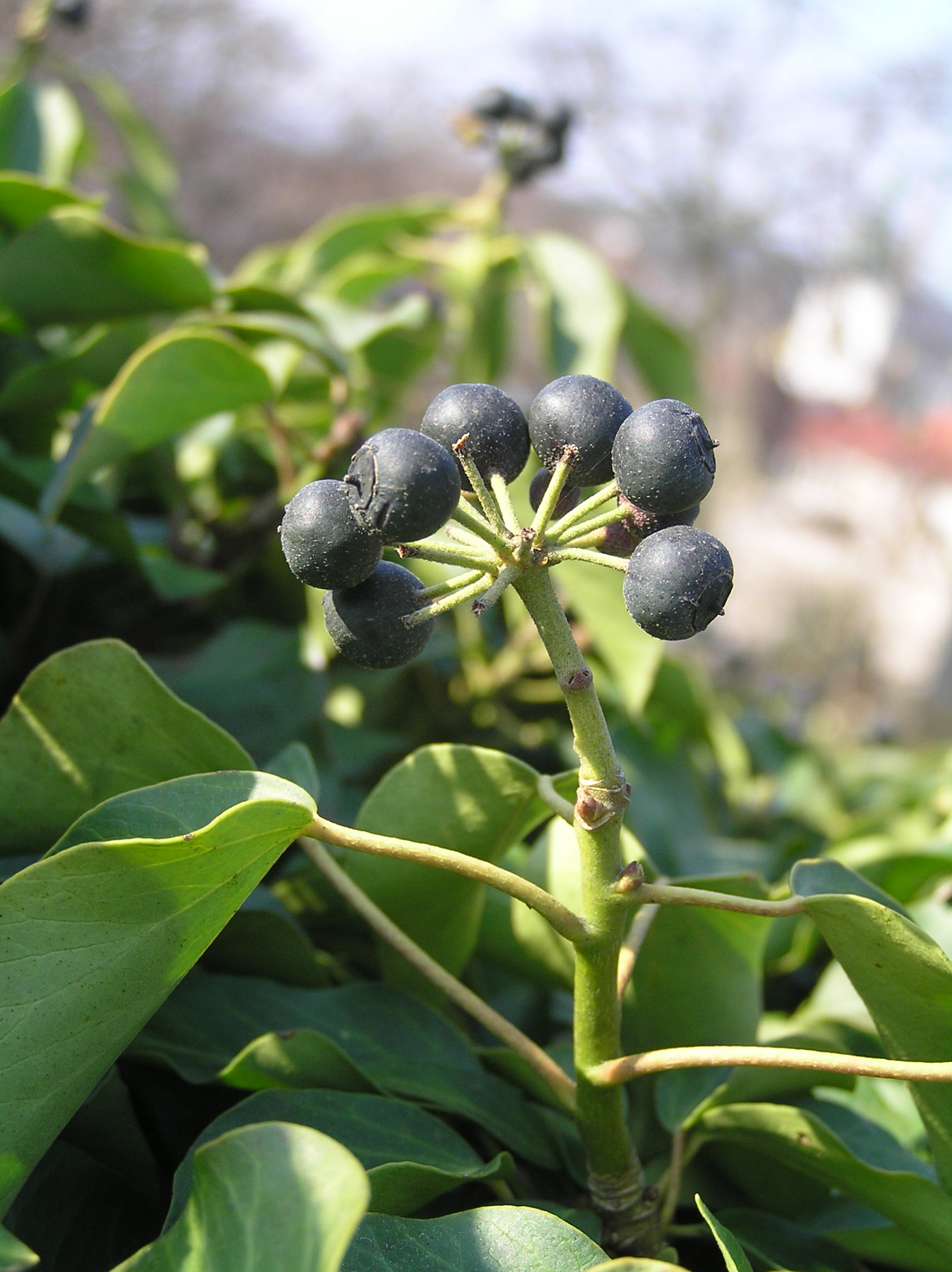
Detall dels fruits